# Blake Shelton (álbum)
| Críticas profissionais | Críticas profissionais |
| Avaliações da crítica  | Avaliações da crítica  |
| Fonte                  | Avaliação              |
| ---------------------- | ---------------------- |
| Allmusic               | [ 1 ]                  |

Blake Shelton é o álbum de estreia do cantor norte-americano Blake Shelton, lançado a 31 de Julho de 2001 pela editora discográfica Warner Bros. O single "Austin" marca sua primeira canção a alcançar o topo da tabela Country Songs. O álbum foi certificado ouro nos Estados Unidos.

## Singles
A faixa "Austin" se tornou a marca de Shelton na indústria da música, sendo a primeira música do cantor a alcançar o topo da tabela Country Songs. Além disso, a canção é seu hit mais duradouro na tabela, permanecendo no topo por cinco semanas. Seguindo o single de estreia, a faixa "All Over Me" alcançou a 18.ª posição na tabela Country Songs, enquanto "Ol' Red" alcançou a 14.ª posição na mesma tabela.

## Recepção da crítica
Maria Konicki Dinoia do Allmusic deu ao álbum quatro de cinco estrelas, dizendo que "este impressionante álbum com apenas dez canções é uma estreia fervorosa cheio de muita promessa e originalidade".

## Faixas
| N.º            | Título                          | Compositor(es)                               | Duração |  |
| 1.             | "Every Time I Look at You"      | Doug Johnson, Blake Shelton                  | 2:57    |  |
| 2.             | "All Over Me"                   | Earl Thomas Conley, Shelton, Mike Pyle       | 3:14    |  |
| 3.             | "She Doesn't Know She's Got It" | John Rich, Chris Waters, Tom Shapiro         | 3:18    |  |
| 4.             | "Austin"                        | Kirsti Manna, David Kent                     | 3:50    |  |
| 5.             | "Ol' Red"                       | James "Bo" Bohan, Don Goodman, Mark Sherrill | 3:42    |  |
| 6.             | "I Thought There Was Time"      | Bobby Braddock                               | 3:24    |  |
| 7.             | "Same Old Song"                 | B. Braddock                                  | 3:50    |  |
| 8.             | "That's What I Call Home"       | Richard Mainegra, Shelton, Michael Kosser    | 3:17    |  |
| 9.             | "Problems at Home"              | Don Ellis, Billy Montana, Shelton            | 4:00    |  |
| 10.            | "If I Was Your Man"             | Lauren Braddock, Don Henry                   | 3:39    |  |
| Duração total: | Duração total:                  | Duração total:                               | 34:10   |  |

## Créditos
Todo o processo de elaboração do álbum atribui os seguintes créditos pessoais:
| - Blake Shelton — vocalista principal; composição - Bobby Braddock — teclados; produção - Alison Brown — banjos; - Chad Cromwell — tambores; - Dan Dugmore — guitarra, dobro; - Shannon Forrest — tambor, percursor; - Steve Gibson — sitar; - Rob Hajacos — fiddle; | - Tim Lauer — acordes, piano, sintetizadores; - Terry McMillan — Harmônica; - Alison Prestwood — baixo elétrico; - Mike Rojas — piano; - Brent Rowan — guitarra elétrica; - John Willis — guitarra acústica; - Andrea Zonn — fiddle; |

## Desempenho nas tabelas musicais
| Tabelas musicais (2001)         | Melhor posição |
| ------------------------------- | -------------- |
| Estados Unidos (Billboard 200)  | 45             |
| Estados Unidos (Country Albums) | 3              |

| Ano  | Single        | Posições    | Posições |
| Ano  | Single        | EUA Country | EUA      |
| ---- | ------------- | ----------- | -------- |
| 2001 | "Austin"      | 1           | 18       |
| 2001 | "All Over Me" | 18          | 110      |
| 2002 | "Ol' Red"     | 14          | 101      |

| País/Associação       | Certificação | Vendas   |
| --------------------- | ------------ | -------- |
| Estados Unidos - RIAA | Ouro         | 500,000+ |